# 藍帶笛鯛
藍帶笛鯛，俗名赤筆仔，為輻鰭魚綱鱸形目鱸亞目笛鯛科的其中一個種。

## 分布
本魚分布於西太平洋區，包括泰國、緬甸、馬來西亞、菲律賓、印尼、琉球群島、台灣、中國沿海、所羅門群島、馬里亞納群島、馬紹爾群島、諾魯、帛琉、密克羅尼西亞、斐濟群島、萬納杜、吐瓦魯、東加、夏威夷群島、法屬波里尼西亞、新喀里多尼亞、吉里巴斯、澳洲、薩摩亞群島等海域。

## 深度
水深15至50公尺。

## 特徵
本魚體背部為橘紅色，腹部銀白色，體側有10至11條不明顯的金黃色縱帶。眼大，前眶前骨窄，小於眼徑。前鰓蓋骨上方有深缺刻，背鰭硬棘10至11枚，軟條13至14枚；臀鰭硬棘3枚，軟條8枚，側線鱗片數47枚。體長可達30公分。

## 生態
本魚棲息在珊瑚礁區，以甲殼類或魚類為食。

## 經濟利用
美味的食用魚，肉多脂肪，最適合油煎後食用。